# Liber scriptus proferetur, in quo totum continetur
Liber scriptus proferetur, in quo totum continetur: frase latina, dal significato letterale: «Verrà fatto portare un libro scritto, nel quale tutto sarà contenuto».
Questa frase fa parte del Dies irae, una sequenza liturgica medievale attribuita a Tommaso da Celano che parla di quanto avverrà alla fine del mondo. L'apertura del libro dove si trova scritta tutta la vita di ciascun uomo è presente anche nell'Apocalisse (20:12), alla quale il Dies Irae si rifà. 
Si può trovare questa frase in un contesto in cui si vuole affermare che alla fine gli autori delle (male) azioni compiute non resteranno ignoti; è però più comune, se proprio si vuole usare una locuzione latina, parlare di redde rationem.
Questa frase, già leggermente adattata e completata nel testo liturgico con unde mundus judicetur (trad. da cui il mondo sarà giudicato) è presente anche nella canzone Reign of Terror della band italiana symphonic metal Rhapsody of Fire.